# Долинянский, Павел Иванович
Павел Иванович Долинянский (1816, Киев — 1 декабря 1876, Санкт-Петербург) — действительный статский советник, российский чиновник-экономист, в 1863—1865 гг. начальник III отделения Главного управления военно-учебных заведений.

## Образование и служба
Родился, предположительно, в Киеве, в семье почетного гражданина. Закончив Первую киевскую гимназию, прибыл в Санкт-Петербург и 17 февраля 1832 г. поступил канцеляристом в Государственную экспедицию для ревизии счетов Главного управления государственных счетов — единый орган финансового контроля гражданского ведомства. Одновременно ему был присвоен чин коллежского регистратора (низшего XIV класса). Кандидат на бюрократическую должность, следовательно, был отнесен к первому разряду. Так как высоким происхождением похвастать он не мог, в расчет при этом могли быть приняты только его заслуги, т. е. образование.
Острый дефицит кадров с высшим и специальным образованием в государственном аппарате сохраняется до середины XIX в. Даже в 1856 г. «свыше 90% определявшихся на службу „по воспитанию“ (т. е. по образованию), были отнесены к третьему (низшему) разряду. На испытании они оказывались „знающими правильно читать, писать и основание грамматики и арифметики“». Тем не менее, на протяжении трех первых четвертей столетия аппарат рос намного быстрее, чем развивалась система образования. Так, в 1829 г. в Главном управлении ревизии государственных счетов, куда поступил юный П. Д-й, «было образовано шесть временных ревизионных учреждений… для рассмотрения необревизованных своевременно 220 тыс. книг и счетов и около 10 млн документов». Таким образом, при поступлении на государственную службу шансы для молодого человека с хорошим гимназическим аттестатом были в 1830-е гг. сравнительно велики. Спустя два года, в 1834 г., Д-й — уже помощник столоначальника, 17 мая 1835 г. ему присвоен очередной чин — губернского секретаря.
30 декабря 1836 г. экспедиция была преобразована в Контрольный департамент гражданских отчетов. В феврале следующего года Д-й назначен младшим контролером. 25 апреля 1840 г., однако, он оставляет службу в департаменте «для определения по другим делам», и в тот же день переходит младшим же контролером в Хозяйственное управление (с 23 мая 1841 г. — Временное счетное отделение) при Святейшем Синоде. Управление было создано совсем недавно, 1 марта 1839 г., взамен Хозяйственного комитета. После преобразования управление распоряжалось имуществом Св. Синода и суммами, находящимися в непосредственном его распоряжении, а также контролировало оборот средств духовно-учебного ведомства и средств, отпускавшихся на нужды духовного ведомства из Главного казначейства. Однако и здесь чиновник задержался ненадолго. 28 мая 1843 г., в чине уже коллежского советника, он переводится — на сей раз в военное министерство, в Штаб Его Императорского Высочества по управлению военно-учебными заведениями, на открывшуюся вакансию бухгалтера.
Всего за два месяца до того, 25 марта 1843 г., было утверждено новое положение о Штабе, в подчинении которого (по учебно-методической, кадровой и хозяйственно-финансовой линиям) состояли военно-учебные заведения империи. В Положении редакции 1843 г. сфера компетенции управления расширялась, предусматривалось и увеличение штата. Как видно, молодой чиновник внимательно следил за переменами в государственном аппарате и был готов к решительным действиям, если видел для себя новые перспективы.
Сохранились свидетельства о том, что на новом месте службы П. Д-му пригодился опыт работы в контрольных органах. Так, известно, что уже в 1844 г. в составе комиссии Штаба военно-учебных заведений он участвовал в ревизии финансовой части Второго кадетского корпуса.
В ведомстве военно-учебных заведений, кажется, вполне оценили и его опыт, и его способности. 16 марта 1846 г., в возрасте 30 лет, он утвержден на должности начальника счетного отделения Штаба. Оставаясь на этом посту фактически до самой отставки, он быстро продвигается по чину: 7 апреля 1846 г. — коллежский асессор, 7 апреля 1849 — надворный советник, 7 апреля 1852 г. — коллежский советник, наконец, 6 мая 1856 г. он получает чин V класса — статского советника.
Не забыт Д-ий и наградами: 11 апреля 1848 г. получает орден Св. Анны III степени, 22 августа того же года — знак отличия беспорочной службы за ХХ лет, 1 января 1851 г. — орден Св. Анны II степени, 6 декабря 1853 г. — орден Св. Анны II степени с императорской короной, 17 апреля 1858 г. —  орден Св. Владимира IV степени и в том же году — знак отличия беспорочной службы за ХХV лет, 17 апреля 1860 г. — орден Св. Владимира III степени и, наконец, 31 января 1863 г. — орден Св. Станислава I степени.
В полной мере деловые качества и знания Д-го нашли применение в годы «великих реформ».
13 ноября 1858 г. Высочайшим указом при министерстве финансов была учреждена Особая, или Высшая, комиссия под председательством графа А. Д. Гурьева для обсуждения «коренных начал», т. е. задач и методов, финансовой реформы. Спустя три месяца, 18 февраля 1859 г. доклад комиссии, в котором, по сути, в общих чертах был представлен проект реформы, прошел Высочайшее утверждение. Одновременно «Его Императорскому Величеству благоугодно было повелеть для применения… коренных начал к делу учредить при государственном контроле специальную комиссию из депутатов от всех министерств и главных управлений». Председателем Специальной комиссии был назначен генерал-контролер Контрольного департамента гражданских отчетов Государственного контроля В. А. Татаринов, (в Высшей комиссии исполнявший обязанности производителя дел). Представителем в Специальной комиссии от Штаба военно-учебных заведений 10 января 1859 г. был назначен П. И. Долинянский.
Перед комиссией были поставлены задачи детальной практической разработки трех направлений финансовой реформы: правил составления, утверждения и исполнения государственной росписи, смет министерств и главных управлений; кассовой и контрольной реформ. Результатом трехлетней деятельности комиссии стал ряд нормативных актов — Правила о составлении… государственной росписи, Правила о поступлении государственных доходов и производстве государственных расходов, и др..
Между тем, Д-му приходилось реагировать и на изменения, происходившие в «его ведомстве» — уже в рамках военной реформы. Так, 21 января 1863 г. было образовано Главное управление военно-учебных заведений, сменившее Штаб Его Императорского Величества по управлению военно-учебными заведениями. 20 октября 1863 г., в разгаре деятельности Специальной комиссии, П. И. Д-ий, к тому времени удостоенный высокого чина действительного статского советника, получает назначение управляющим III (хозяйственным) отделением, на которое возлагались составление годовых смет, учет и распределение между учебными заведениями полученных из казначейства сумм и отчет за них перед Государственным контролем. Помимо того, именно в это время перед управлением среди прочих стояла и задача разработки нормативных актов, регулирующих хозяйственную и финансовую деятельность каждого типа военно-учебных заведений. Нагрузка на здоровье оказалась, видимо, чрезмерной, так как 30 мая 1865 г., спустя два года по преобразовании Главного управления, П. И. Д-ий был уволен в отставку по болезни.

## Семья и частная жизнь
Можно утверждать, что значительная часть жизни П. И. Долинянского была связана с Васильевским островом. Среди ранних адресов чиновника — дом Меншикова на углу 15-й линии В. О. и Малого проспекта В. О. и дом И. Ф. Добролюбова (ныне 9-я линия В. О., 52). 28 апреля 1858 г. в церкви Рождества Иоанна Предтечи при Первом кадетском корпусе Павел Иванович венчался на Прасковье Андреевне Харичковой (? — 12.02.1909), дочери фатежского купца I гильдии Андрея Ивановича Харичкова (1788—1845). В церкви больницы Св. Марии Магдалины на 1-й линии В. О. были крещены их дети: сын Леонид (27.06.1859 — 15.06.1903) и дочь Мария (17.05.1860 — после 1918). Здесь же, на Смоленском православном кладбище, он нашел свое последнее упокоение.
Чин IV класса, как известно, давал чиновнику право на потомственное дворянство. На этом основании П. И. Д-й вместе с детьми в 1866 г. были внесены в 3 часть Дворянской родословной книги Санкт-Петербургской губернии. Впрочем, Леонид много болел, семьи не имел, и род Долинянских в 1906 г. на нем же и оборвался.
С 1867 г. Прасковье Долинянской принадлежал дом под номером 55 (ныне 49) по 2-й линии Васильевского острова в Санкт-Петербурге. В 1869 г., впрочем, трехэтажный дом был заложен в Санкт-Петербургском кредитном обществе, позже перезаложен, и в 1886 г., вероятно — в связи с болезнью сына, был продан. 
Скончался П. И. Долинянский 1 декабря 1876 г. и был погребен на Смоленском кладбище. Рядом с ним, на том же участке, спустя 33 года была похоронена и Прасковья Андреевна.